# Titularbistum Buffada
Buffada ist ein Titularbistum der römisch-katholischen Kirche.
Die in Nordafrika gelegene Stadt war ein alter römischer Bischofssitz, der im 7. Jahrhundert mit der islamischen Expansion unterging. Er lag in der römischen Provinz Numidien.
| Titularbischöfe von Buffada |                             |                                                     |                   |                   |
| Nr.                         | Name                        | Amt                                                 | von               | bis               |
| 1                           | Marcel Daubechies MAfr      | emeritierter Bischof von Kasama (Sambia)            | 25. November 1964 | 9. August 1976    |
| 2                           | Joseph Kyeong Kap-ryong     | Weihbischof in Seoul (Südkorea)                     | 3. Februar 1977   | 2. Juli 1984      |
| 3                           | Raymond Saw Po Ray          | Weihbischof in Rangoon (Myanmar)                    | 3. Juli 1987      | 22. März 1993     |
| 4                           | Alexander Sye Cheong-duk    | Weihbischof in Daegu (Südkorea)                     | 3. Februar 1994   | 22. Dezember 2001 |
| 5                           | Paul Patrick Chomnycky OSBM | Apostolischer Exarch für Großbritannien             | 5. April 2002     | 3. Januar 2006    |
| 6                           | Rodolfo Fontiveros Beltran  | Apostolischer Vikar von Bontoc-Lagawe (Philippinen) | 18. März 2006     | 30. Oktober 2012  |
| 7                           | Djalwana Laurent Lompo      | Weihbischof in Niamey (Niger)                       | 26. Januar 2013   | 11. Oktober 2014  |
| 8                           | John Saw Yaw Han            | Weihbischof in Yangon (Myanmar)                     | 30. Dezember 2014 | 4. November 2022  |
| 9                           | Felipe Pulido               | Weihbischof in San Diego (Vereinigte Staaten)       | 6. Juni 2023      |                   |